# Pachystachys incarnata
Pachystachys incarnata är en akantusväxtart som beskrevs av D.C. Wasshausen. Pachystachys incarnata ingår i släktet Pachystachys och familjen akantusväxter. Inga underarter finns listade i Catalogue of Life.